# Vigo d'Arsouilles
Vigo d'Arsouilles (né le 12 mai 1998, mort le 27 juillet 2019) est un étalon alezan du stud-book sBs, qui a concouru en saut d'obstacles avec Philippe Lejeune. Sacré champion du monde de sa discipline en 2010, il est plus connu pour sa carrière de reproducteur, étant notamment le père de Vagabond de la Pomme et Fair Light van't Heike.

## Histoire
Vigo d'Arsouilles naît le 12 mai 1998 à l'élevage de M. Didier Viaene en Belgique. Il est acquis encore poulain par Joris de Brabander, qui le confie au cavalier Kurt De Clerq jusqu'à ses 7 ans. Il est alors confié à Philippe Lejeune, qui témoigne avoir bénéficié des conseils de Nelson Pessoa pour sa formation et sa préparation, lui ayant permis d'amener Vigo au niveau international. L'étalon fait forte impression à 8 ans et demi, au CSI de Beervelde, où il termine 3e du Grand Prix. 
Il est sacré champion du monde de sa discipline en 2010, avec Philippe Lejeune. Qualifié pour les Jeux olympiques d'été de 2012, il est forfait en raison d'un problème de pied, qui met un terme à sa carrière sportive,. 
Il meurt le 27 juillet 2019, à l'élevage de Muze, des suites de coliques.

## Description
Vigo d'Arsouilles est un étalon alezan inscrit au stud-book du sBs, toisant 1,72 m. Il lui est parfois reproché un modèle de tête « manquant de chic ».

## Palmarès
- 2006 : 7e du Grand Prix du CSI2* de Wisbecq
- 2007 : Vainqueur du le GP du CSI3* de Royan
- 2008 : Cheval belge de l'année. Vainqueur de la Coupe des Nations au CSIO5* de La Baule
- 2010 : Champion du monde de saut d'obstacles aux Jeux équestres mondiaux de 2010.

## Descendance
Vigo d’Arsouilles est devenu depuis un reproducteur réputé. Il est notamment le père de Vagabond de la Pomme, Farfelu de la Pomme, Fair Light van't Heike, Irenice Horta, Irenice Horta et Golden Hawk / Figo de Muze. Il est classé 35e meilleur étalon mondial d'obstacle par la WBFSH en 2018.
Il a été agréé à la reproduction dès ses 3 ans par le stud-book sBs, son stud-book de naissance.

En 2016, Vigo d'Arsouilles est classé 22e meilleur étalon reproducteur pour le saut d'obstacles par la WBFSH.